# Megan McJames
Megan McJames (* 24. September 1987 in Park City, Utah) ist eine ehemalige US-amerikanische Skirennläuferin. Ihre stärkste Disziplin war der Riesenslalom.

## Biografie
McJames stand im Alter von zwei Jahren erstmals auf Skiern, und zwar in Alta, wo ihre Eltern als Skilehrer tätig waren. FIS-Rennen bestritt sie ab Dezember 2002. Ein Jahr später folgten die ersten Einsätze in der Kontinentalmeisterschaft Nor-Am Cup. In der Saison 2005/06 gewann sie im Nor-Am Cup drei Rennen und fuhr drei weitere Male auf das Podest. Dadurch sicherte sie sich den Sieg in der Gesamtwertung sowie in der Super-G- und der Riesenslalom-Wertung. Bei ihrem ersten Weltcup-Rennen im November 2006 schied sie aus. Am 21. Januar 2007 gewann sie als 28. des Riesenslaloms in Cortina d’Ampezzo erstmals Weltcuppunkte.
In der Saison 2007/08 wurde McJames wiederum Erste der Riesenslalom-Wertung des Nor-Am Cups. Das beste Ergebnis im Weltcup erzielte sie am 25. Oktober 2008 mit einem 14. Platz beim Riesenslalom von Sölden. Im Jahr 2009 nahm sie im Riesenslalom an den Weltmeisterschaften in Val-d’Isère teil, schied jedoch im ersten Durchgang aus. Bei den Olympischen Winterspielen 2010 in Vancouver belegte sie Rang 32 im Riesenslalom, kam diesmal aber im Slalom nicht ins Ziel. Bei den Weltmeisterschaften 2011 in Garmisch-Partenkirchen wurde sie 29. im Slalom und 34. im Riesenslalom. Kurz nach der WM war die Saison 2010/11 für sie jedoch zu Ende, nachdem sie sich beim freien Skifahren in ihrem Heimatort Park City das linke Fersenbein gebrochen hatte.
In der Saison 2011/12 gewann McJames zum dritten Mal die Riesenslalomwertung im Nor-Am Cup, doch im Weltcup kam sie im selben Winter nur einmal zum Einsatz, nachdem sie im Januar 2010 ihre bis dato letzten Weltcuppunkte gewonnen hatte. Aufgrund des fehlenden Erfolgs wurde sie aus dem Kader des US-Verbandes gestrichen, worauf sie ihre Sportkarriere selbst finanzieren musste. Im Nor-Am Cup entschied sie daraufhin die Gesamtwertung und die Kombinationswertung der Saison 2012/13 für sich. Im Dezember 2013 klassierte sie sich wieder in den Weltcuppunkterängen und durfte an den Olympischen Winterspielen 2014 in Sotschi teilnehmen. Ein weiteres Mal Nor-Am-Gesamtsiegerin wurde sie in der Saison 2015/16.
McJames versuchte zwar, im Weltcup wieder den Anschluss zu finden, klassierte sich aber nur sporadisch in den Punkterängen und kam nie über einen 20. Rang hinaus. Nachdem sie an den Olympischen Winterspielen 2018 in Pyeongchang teilgenommen hatte, erklärte sie im September 2018 ihren Rücktritt vom Spitzensport.

## Erfolge

### Olympische Spiele
- Vancouver 2010: 32. Riesenslalom
- Sotschi 2014: 30. Riesenslalom
- Pyeongchang 2018: 9. Mannschaftswettbewerb, 31. Riesenslalom, 36. Slalom

### Weltmeisterschaften
- Garmisch-Partenkirchen 2011: 29. Slalom, 34. Riesenslalom
- Vail/Beaver Creek 2015: 34. Riesenslalom, 38. Slalom
- St. Moritz 2017: 21. Riesenslalom, 26. Slalom

### Weltcup
- 4 Platzierungen unter den besten 20

### Nor-Am Cup
- Saison 2005/06: Gesamtsiegerin, 1. Super-G-Wertung, 1. Riesenslalomwertung, 5. Abfahrtswertung
- Saison 2006/07: 2. Riesenslalomwertung
- Saison 2007/08: 5. Gesamtwertung, 1. Riesenslalomwertung, 5. Super-G-Wertung
- Saison 2009/10: 3. Gesamtwertung, 2. Kombinationswertung, 3. Slalomwertung, 4. Riesenslalomwertung
- Saison 2010/11: 5. Riesenslalomwertung
- Saison 2011/12: 3. Gesamtwertung, 1. Riesenslalomwertung
- Saison 2012/13: 1. Gesamtwertung, 1. Kombinationswertung, 2. Super-G-Wertung, 2. Riesenslalomwertung, 4. Slalomwertung
- Saison 2014/15: 7. Gesamtwertung, 2. Riesenslalomwertung, 8. Slalomwertung
- Saison 2015/16: 1. Gesamtwertung, 1. Riesenslalomwertung, 1. Kombinationswertung, 2. Super-G-Wertung
- Saison 2016/17: 7. Gesamtwertung, 5. Riesenslalomwertung
- Saison 2017/18: 5. Riesenslalomwertung
- 48 Podestplätze, darunter 21 Siege

### Juniorenweltmeisterschaften
- Bardonecchia 2005: 24. Super-G, 29. Abfahrt
- Québec 2006: 6. Kombination, 18. Riesenslalom, 19. Abfahrt, 20. Slalom, 23. Super-G
- Altenmarkt/Flachau 2007: 19. Slalom, 39. Super-G

### Weitere Erfolge
- 2 US-amerikanische Meisterin (Kombination 2010, Riesenslalom 2017)
- 19 Siege in FIS-Rennen